# Zmaj Fizir FP-2

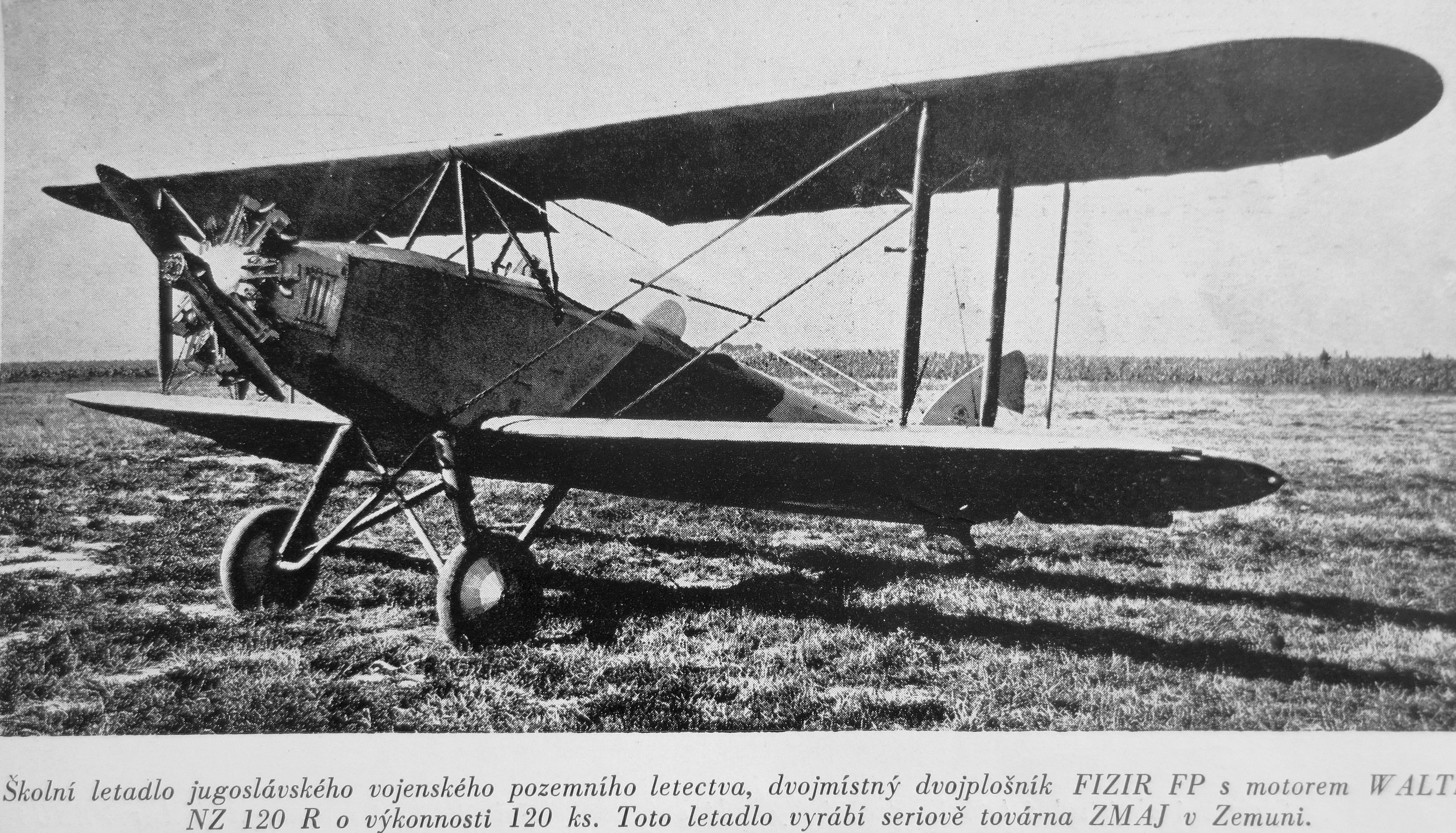
Fizir FP-1 s motorem Walter NZ-120 R (1933)

Zmaj Fizir FP-2 (cyrilicí: Змај Физир ФП-2, Fizir Přechodný) byl jugoslávský jednomotorový dvoumístný dvouplošník. Navrhli jej Rudolf Fizir a Dušan Stankov v roce 1933. Výroba byla prováděna v jugoslávské letecké továrně Fabrika aeroplana i hidroplana Zmaj AD v Zemunu mezi lety 1936–1945.

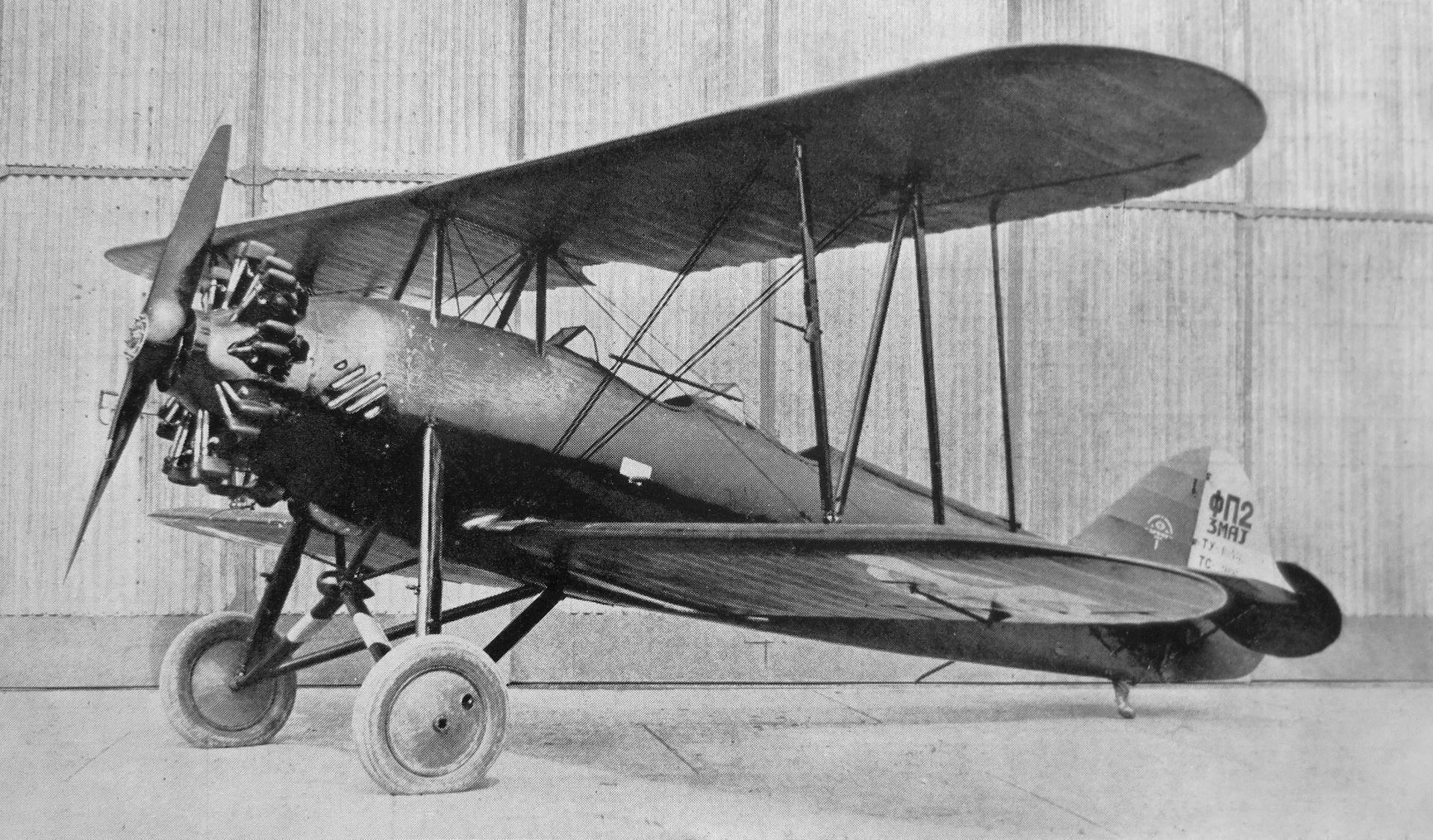
Zmaj Fizir FP-2 a Walter Pollux II (1934)

## Vznik a vývoj
V roce 1933 se velení Jugoslávského královského letectva (YRAF, anglicky: Yugoslav Royal Air Force, srbsky: Zrakoplovstvo vojske Kraljevine Jugoslavije) rozhodlo nahradit zastarávající cvičná letadla (Hansa-Brandenburg C.I., Fizir F1V), moderními školními letadly. Společnost Zmaj už v roce 1931 sice navrhla a vyrobila prototyp cvičného dvouplošníku Zmaj Fizir FP-1 pro přechodný výcvik pilotů (výr. č. 601) s motorem Walter NZ-120 R, který byl licenčně vyráběn v bělehradské pobočce a.s. Walter u společnosti Svetozar Vlajkovič i komp., Rakovica. Tento letoun by nesplňoval všechny požadavky stanovené YRAF a navíc v roce 1932 havaroval na bělehradském letišti. V důsledku toho konstruktéři, inženýři Rudolf Fizir a Dušan Stankov provedli úpravy Fizir FP-1, a tak se v roce 1934 zrodil letoun Zmaj Fizir FP-2.
Konstruktéři se rozhodli pro koncepci dvouplošníku, i když letectvo YRAF preferovalo dolnokřídlý jednoplošník (vzhledem k trendu ve vývoji moderních bojových letounů). Nakonec byl tento koncept přijat, nového přechodového školního letadla. Prototyp Zmaj Fizir FP-2 (Fizir Prelazni, Fizir Přechodný) se sedmiválcovým hvězdicovým motorem Gnome-Rhône 7K (Société des Moteurs Gnome et Rhône) o výkonu 257 kW (350 hp) byl dokončen a na konci roku 1933 byl letoun zalétán poručíkem, ing. Pavlem Bauerem. Následovaly další zkušební lety do roku 1934, ve kterých letadlo vykázalo dobré výsledky. Po určitou dobu zůstalo toto letadlo hlavním výcvikovým letounem jugoslávského letectva.
Zmaj rovněž zkoušel během roku 1934 modifikovaný Zmaj Fizir FP-2 s československým hvězdicovým, vzduchem chlazeným, devítiválcovým motorem Walter Pollux II o výkonu 250 kW (340 k), který od roku 1932 vyráběla A.S. Walter, továrna na automobily a letecké motory, ale výsledky s tímto slabším motorem nebyly uspokojivé resp. vymizel problém se zajišťováním motorů Gnome et Rhône.
Továrna Zmaj nabídla 22. května 1936 královskému námořnictvu hydroplán Zmaj Fizir FP-2H s motorem Gnome-Rhone K-9, ale projekt nebyl přijat.

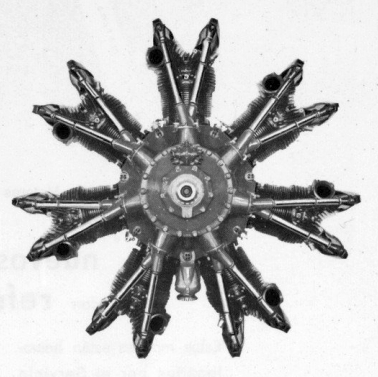
Gnome-Rhône 7K Titan Major

## Popis letounu
Zmaj Fizir FP-2 byl dvoumístný jednomotorový dvouplošník s vzduchem chlazeným sedmiválcovým hvězdicovým motorem Gnome-Rhône 7K 257 kW/350 k. Mezi křídly byla na každé straně dvojice vzpěr. Na horních a dolních křídlech byly klapky. Dvoukolový podvozek měl tuhou nápravu a pro odpružení byly použity pryžové provazce. Trup a křídla byly potaženy plátnem.
Letadlo představovalo klasickou „jugoslávskou konstrukční školu“ – dvoumístné, dvě křídla, konstrukce z masivního dřeva a ladný aerodynamický tvar. Letadlo bylo snadno létatelné, bylo stabilní za letu a do velké míry bylo necitlivé na případné chyby pilotů.

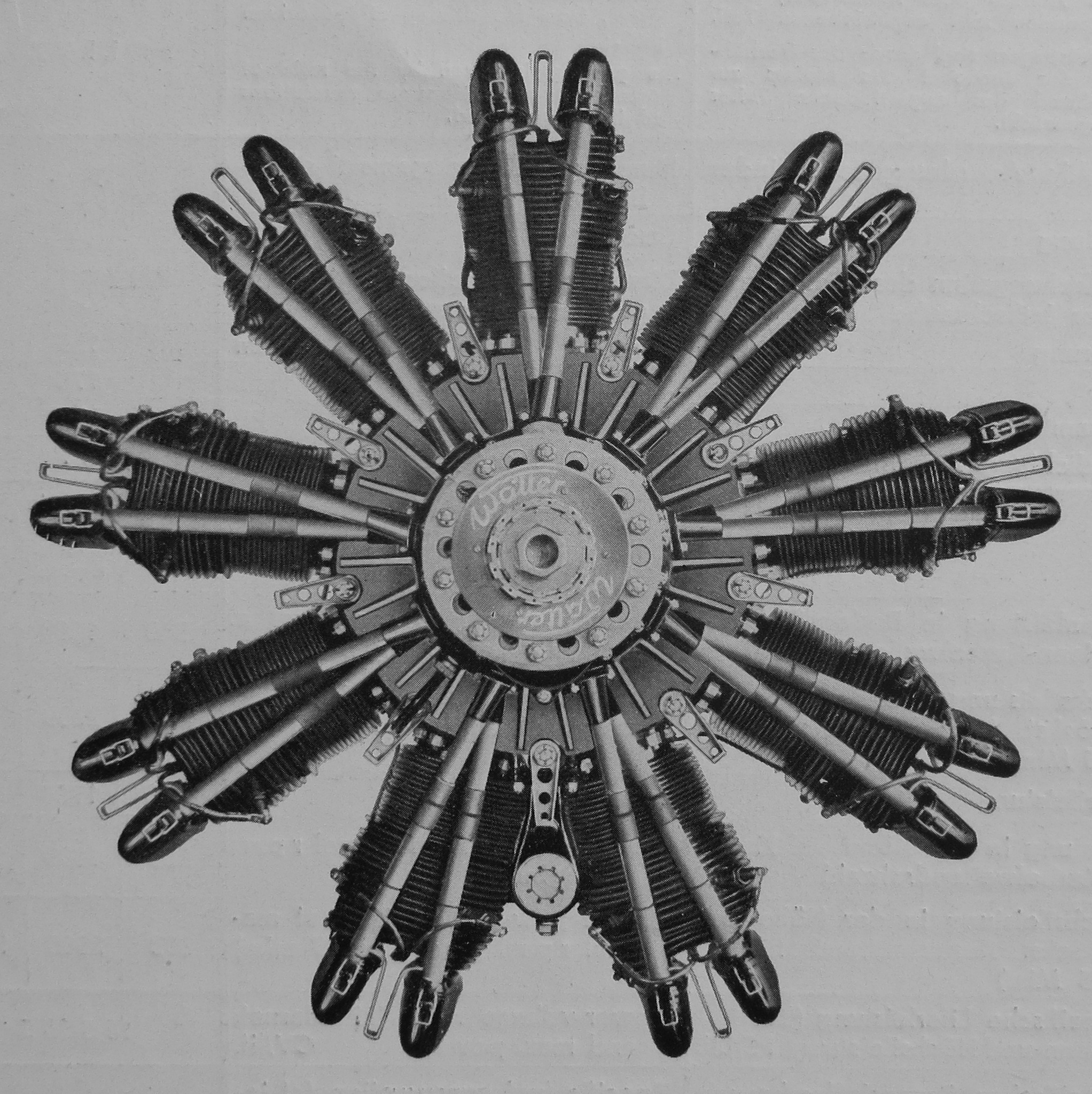
Walter Pollux II (1934)

## Použití
Od roku 1936 do roku 1941 bylo pro Jugoslávské královské letectvo (YRAF) vyrobeno a využíváno 66 letadel tohoto typu. Letouny byly používány pro výcvik vojenských pilotů. První série 20 těchto letadel (v.č. 602–621) byla dodána do YRAF na začátku roku 1936 a byla okamžitě zavedena do 1. a 2. pilotní školy. Od roku 1938 do roku 1940 bylo dodáno dalších 45 letadel (v.č. 622–666). Všechny tři série letadel byly vybaveny stejně, s výjimkou pěti letadel z třetí série, která byla vybavena pro lety bez vidu (podle přístrojů). Tato upravená letadla měla nový pilotní panel se zařízením Zemun Teleoptik (podobně jako u letounu Rogožarski PVT).
Letadla Zmaj Fizir FP-2 byla použita v dubnové válce, kdy se Jugoslávie bránila napadení nacistickým Německem, fašistickým Italským královstvím a Maďarským královstvím. Italové zajali 13 letadel FP-2 Zmaj Fizir a společně s letadly Rogožarski PVT je používali od května 1941 do června 1943 proti povstalcům v Černé Hoře a Albánii. Němci zajali 15 letounů Zmaj Fizir FP-2 na letišti Butmir v Sarajevu (IATA: SJJ, ICAO: LQSA) a předali je svým spojencům, Nezávislému státu Chorvatsko, kde je používali po celou válku, počínaje rokem 1941. V Chorvatsku byly letouny použity nejen pro výcvik, ale také pro boj proti partyzánům. Protože letadlo nebylo ani zdaleka nové a dodávky náhradních dílů z továrny skončily v roce 1941, počet provozuschopných FP-2 se snižoval a v roce 1944 měli Chorvati v letovém stavu pouze tři letadla tohoto typu. Celkem však použilo Chorvatsko 23 letounů FP-2, 15 darovaných nacistickým Německem v roce 1941 a 8 vyrobených továrnou Zmaj v letech 1943–4.
Za války jeden letoun (číslo 6822) přeletěl v roce 1944 k jugoslávským partyzánům (Partizanska Eskadrila NOVJ) a byl zařazen do styčné letky vytvořené 18. srpna 1944 na ostrově Vis. Další letoun přeletěl v dubnu 1945 k partyzánům na mostarskou letku z letiště Borongaj (Borongaj aerodrom) v Záhřebu. Letoun byl využíván až do 9. května 1945, kdy byl zničen. Z bosenských letišť byly koncem roku 1944 převedeny k jugoslávským partyzánům čtyři letouny s posádkou. Když pak akce Národně-osvobozenecké armády Jugoslávie (Josip Broz Tito) ale i příslušníků četnické, monarchistické armády (Dragoljub Mihailović, Jugoslávské vojsko ve vlasti) dostaly aktivní podporu od Rudé armády a ostatních spojenců, několik dalších FP-2 padlo do rukou Jugoslávců. Nově získané letouny byly přiřazeny na samostatnou velitelskou letku se sídlem v Mostaru a navázaly spojení mezi jednotkami jugoslávské armády. Do konce války přežilo sedm FP-2.
Pátá série Zmaj Fizir FP-2 (15 letadel objednaných v roce 1940) nebyla dokončena před začátkem dubnové války. Na začátku roku 1943 bylo Němci povoleno pokračovat ve výrobě páté série pro chorvatské letectvo, ale do 22. října 1944 (den osvobození Zemunu, kde sídlila společnost Zmaj, Národně-osvobozeneckou armádou Jugoslávie a Rudou armádou) bylo dodáno pouze 8 letadel. Posledních 7 letadel bylo dokončeno a předáno po osvobození letectvu pro použití novou jugoslávskou armádou. Celkový počet vyrobených letadel FP-2 Zmaj Fizir tedy činil 81.
Všechna letadla tohoto typu, která přežila druhou světovou válku, byla zahrnuta do armádního letectva jugoslávské armády a létala tam až do roku 1947. V poválečném registru bylo zahrnuto 12 letadel Zmaj Fizir FP-2 (jak nově dokončených, tak zachráněných z války). Zbytky jednoho z těchto letounů jsou uchovávány v bělehradském Muzeu jugoslávského letectví.

## Varianty
- Zmaj Fizir FP-1 – prototyp s motorem Walter NZ-120 R
- Zmaj Fizir FP-2 – sériový letoun se 7válcovým hvězdicovým motorem Gnome-Rhône 7K (Société des Moteurs Gnome et Rhône) o vzletovém výkonu 280 kW (380 k)
- Zmaj Fizir FP-2 (Pollux) – prototyp devítiválcovým motorem Walter Pollux II o výkonu 250 kW (340 k) (1 letoun, 1934)
- Zmaj Fizir FP-2H – prototyp hydroplánu s motorem Gnome-Rhone K-9 (1 letoun, 1936)

## Uživatelé
- Království Srbů, Chorvatů a Slovinců (Království Srbů, Chorvatů a Slovinců)
  - Jugoslávské královské letectvo (Jugoslovensko Kraljevsko Ratno Vazduhoplovsto)
- Chorvatsko
  - Letectvo nezávislého státu Chorvatsko (23 letounů z Jugoslávského královského letectva)
- Italské království
  - Regia Aeronautica (13 letounů z Jugoslávského královského letectva)
- Jugoslávie – po II. světové válce
  - letectvo Federativní lidové republiky Jugoslávie

## Specifikace
Data podle

### Technické údaje
- Posádka: 2
- Rozpětí: 10,80 m
- Délka: 7,90 m
- Výška: 2,90 m
- Nosná plocha: 28,80 m2
- Plošné zatížení: 50,4 kg/m2
- Hmotnost prázdného letounu: 740 kg
- Vzletová hmotnost: 1 450 kg
- Pohonná jednotka: 1× pístový, vzduchem chlazený, sedmiválcový hvězdicový motor Gnome-Rhône 7K Titan Major
  - nominální, jmenovitý výkon: 257 kW (350 k) při 2000 ot/min
  - maximální, vzletový výkon: 280 kW (380 k)
- Vrtule: dvoulistá dřevěná

### Výkony
- Maximální rychlost: 238 km/h
- Cestovní rychlost: 205 km/h
- Přistávací rychlost: km/h
- Dostup: 6 800 m
- Dolet: 580 km